# Tricentra
Tricentra är ett släkte av fjärilar. Tricentra ingår i familjen mätare.

## Dottertaxa tillTricentra, i alfabetisk ordning[1]
- Tricentra albigutta
- Tricentra albiguttata
- Tricentra albipunctata
- Tricentra albisignata
- Tricentra allotmeta
- Tricentra amibomena
- Tricentra angulisigna
- Tricentra apicata
- Tricentra argentipuncta
- Tricentra ascantia
- Tricentra ascostista
- Tricentra auctidisca
- Tricentra aurata
- Tricentra aurilimbata
- Tricentra benevisio
- Tricentra biguttata
- Tricentra bisignata
- Tricentra brunneomarginata
- Tricentra caecaria
- Tricentra cambogiata
- Tricentra carnaria
- Tricentra citrinaria
- Tricentra cnephodamus
- Tricentra commixta
- Tricentra computaria
- Tricentra consequens
- Tricentra debilis
- Tricentra decorata
- Tricentra devigescens
- Tricentra distinctata
- Tricentra ellima
- Tricentra euriopis
- Tricentra fartaria
- Tricentra flavicurvata
- Tricentra flavifigurata
- Tricentra flavimarginata
- Tricentra flavimargo
- Tricentra flavitornata
- Tricentra fulvifera
- Tricentra fumata
- Tricentra gavisata
- Tricentra gibbimargo
- Tricentra grisea
- Tricentra grisescens
- Tricentra ignefumosa
- Tricentra irregularis
- Tricentra laciniata
- Tricentra mimula
- Tricentra necula
- Tricentra neomysta
- Tricentra obliterata
- Tricentra occipitaria
- Tricentra ocrisia
- Tricentra oeno
- Tricentra percrocea
- Tricentra protruberans
- Tricentra punctata
- Tricentra pyrbola
- Tricentra quadrigata
- Tricentra rubella
- Tricentra spilopera
- Tricentra subnexa
- Tricentra subplumbea
- Tricentra supercrocea
- Tricentra unimacula
- Tricentra vinosata